# Dracy-lès-Couches
Dracy-lès-Couches ist eine französische Gemeinde mit 152 Einwohnern (Stand 1. Januar 2022) im Département Saône-et-Loire in der Region Bourgogne-Franche-Comté.

## Weblinks

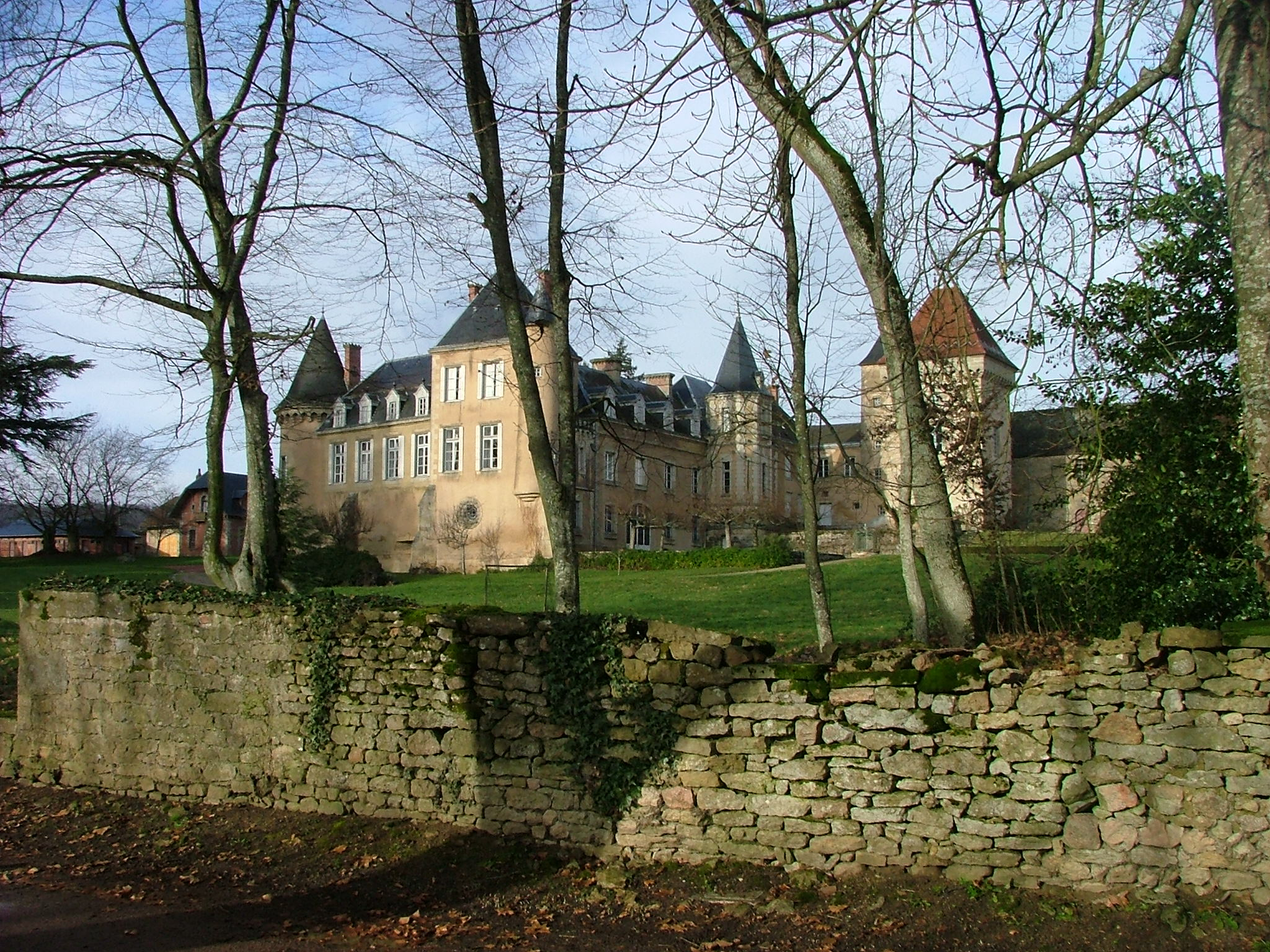
Schloss

## Geografie
Dracy-lès-Couches ist eine Weinbaugemeinde im Anbaugebiet Côtes-du-Couchois.

## Bevölkerungsentwicklung
| Jahr      | 1866 | 1962 | 1968 | 1975 | 1982 | 1990 | 1999 | 2008 | 2019 |
| Einwohner | 819  | 220  | 218  | 178  | 217  | 184  | 183  | 168  | 153  |

## Sehenswürdigkeiten
- Schloss aus dem 15. Jahrhundert